# Reurieth
Reurieth es un municipio situado en el distrito de Hildburghausen, en el estado federado de Turingia (Alemania), a una altitud de 350 metros. Su población a finales de 2016 era de unos 800 habitantes y su densidad poblacional, 50 hab/km².
Se encuentra ubicado a poca distancia al norte de la frontera con el estado de Baviera.